# Мефкюре Моллова
Мефкюре Моллова (крим. Mefküre Mollova, нар. 22 липня 1927 — пом. 27 червня 2009) — науковиця та поетеса кримськотатарського походження. Професорка Софійського університету, яка захистила докторську дисертацію в галузі тюркології. Авторка понад 150 публікацій у міжнародних журналах. Була однією із засновників напрямку тюркської філології в Софійському університеті Болгарії, викладала сучасну турецьку мову й діалектику.
Пропрацювати в університеті Молловій вдалося лише 7 років (1953—1961), оскільки її саму, а також її чоловіка через переслідування комуністами за неправдивими заявами звільнили з наукових посад, а кафедру тюркської філології закрили. Після цього Моллова до кінця життя залишалася поза академічним середовищем.
Основними роботами її кар'єри є: «Bilmeceler» (1958; укр. Загадки), «Şiirler» (1964; укр. Поеми), «Balkanlar'da Türkçe Ağızları» (1974; укр. Турецькі діалекти на Балканах) та «Şark Kavimlerinden Geçen Bazı Bulgar Ad ve Soyadları» (1976; укр. Деякі болгарські імена та прізвища, передані від східних племен).

## Біографія
Мефкюре Моллова народилася 22 липня 1927 року в Добричі, Румунія (зараз — Болгарія) у родині кримськотатарських емігрантів, які працювали вчителями. Мати після народження Мефкюре не працювала, а батько був вчителем, зокрема і доньки, яку навчав до п'ятого класу в турецькій школі «Нумуне». Після цього Мефкюре два роки вчилася в румунській державній школі, де вдосконалила знання румунської мови та почала вивчати французьку.
Після приєднання Південної Добруджі до Болгарії у 1940 році, діти не могли продовжувати навчання в болгарських школах румунською — через це 13-річна Мефкюре два роки не могла ходити до школи, тому батьки записали її до французького католицького коледжу «Сен-Андре» у Варні. Згодом, під час навчання в Софійському університеті, де Моллова вивчала французьку філологію, вона також удосконалила і французьку мову.
Під час навчання Мефкюре познайомилася зі своїм майбутнім чоловіком — Різою Молловим, який був студентом слов'янської філології. 1951 року Мефкюре одружилася з Різою, на початку 1953 року в них народився син Їлдіз.

## Викладацька та наукова діяльність

### 1951—1961 роки
Моллова розпочала наукову діяльність у 1950-х роках у складі колективу авторів та укладачів граматик, підручників тощо з турецької мови та літератури для початкових і молодших турецьких шкіл Болгарії. У ці ранні роки Моллова була співавторкою турецької граматики та авторкою підручника з літератури, який мав вісім видань поспіль. З 1951 року Мекфюре та Різа Моллови почали мандрувати турецькими районами Болгарії та збирати фольклорні матеріали — спочатку разом із закордонними дослідниками з Азербайджану та з Угорщини, зокрема Дюлою Неметом, а потім зі своїми студентами. У 1952—1953 роках Моллова недовгий час була державною службовицею, потім працювала в редакції газети Eylülcü Çocuk, а в грудні 1953 року обійняла посаду асистентки Софійського університету на спеціальності тюркська філологія — це стало початком її викладацької та наукової діяльності.
Під час роботи в університеті родина Моллових була зайнята вдосконаленням курсів, які вони викладали, і налагодженням контактів з ученими-тюркологами з СРСР та інших центрів сходознавства в університетах колишнього соціалістичного табору. Зокрема вони встановили контакти з тюркськими центрами в Польщі, Угорщині, Чехословаччині, в Москві, Казані, Ташкенті, Алмати. Моллови організовували придбання наукової літератури та шукали шляхи стажування за кордоном.
Сприятливе ставлення до турків, турецької культури та інших меншин у тогочасній Болгарії існувало дуже короткий час у другій половині 1950-х років, після чого відбулися політичні зміни. У 1957—1958 роках почалася системна боротьба ЦК Болгарської комуністичної партії з «проявами турецького націоналізму та релігійного фанатизму». 1960 року почалося поступове обмеження і припинення турецької преси, турецькі книги вилучали з бібліотек — частину знищили, а решту внесли до списку заборонених книг. З усіма цими процесами стикалася й кафедра тюркської філології Софійського університету, де в той час працювала Моллова. Мефкюре та її чоловіка Різу називали винуватцями турецького націоналізму, їх також звинувачували в тому, що багатьох студентів їхньої кафедри викривали як найбільших націоналістів.
Попри все це, Моллова продовжувала працювати над зібраними фольклорними матеріалами навіть у роки, коли дослідження турецької мови та культури вважалися злочином проти країни та зрадою. Перша наукова публікація Мефкюре Моллової відбулася саме 1958 року, коли були надруковані тези доповіді з конференції в Казані з діалектології тюркських мов. 1959 року вона також підготувала невелику книжку з турецькими загадками. Загалом за десять років роботи (1951—1961) вона опублікувала 25 наукових робіт.
Репресії Моллової почалися з обмеження її академічної свободи та професійної кар'єри. Один із викладачів кафедри тюркології, який відкрито підтримував ідею комуністичної партії щодо «болгаризації» магістратури, організовував численні провокації, шантаж, безпідставні звинувачення, доноси та критику наукових досліджень, які проводилися Молловими на кафедрі. Згодом один із колишніх студентів Моллових, який також підтримував політику партії, домігся заміщення Мефкюре на її посаді викладачки турецької діалектології. Зрештою, за підписами всіх членів кафедри, на засіданні 18 червня 1961 року було ухвалене рішення про виключення Моллових з університету. Їх звинуватили в недисциплінованості та неколегіальності, що було прикриттям партійного наказу про очищення кафедри від викладачів, які не були членами Комуністичної партії. Після вигнання Мефкюре та Різи влада фактично зупинила розвиток тюркології в Болгарії як академічної дисципліни.
Навіть в умовах політичної ситуації та репресій, які обмежували академічний розвиток Моллової, вона продовжувала працювати — так, 1970-ті роки стали періодом її найбільших наукових досягнень. Як і в попередньому десятилітті, дослідження протягом цього періоду тематично обмежувалися тюркізмами в болгарській мові та їхньою етимологією, також Моллова почала працювати над темою Куманського кодексу. Серед робіт того часу не було жодної статті, присвяченої проблемам турецької діалектології в Болгарії — темі, яка суворо контролювалася співробітниками Держбезпеки й кваліфікувалася як державна зрада та шпигунство на користь Туреччини. У цей час Моллова написала свої найоб'ємніші монографії та статті, захистила докторську дисертацію з турецької діалектології — першу в Болгарії, опублікувала 43 роботи, а також 10 досліджень за кордоном.
1974 року Мефкюре Моллова змогла захистити докторську дисертацію французькою мовою в Москві. Також написала дві монографії турецькою мовою, які відправила для друку в Інститут турецької мови в Анкарі, оскільки їхня публікація в Болгарії була неможливою, а їх збереження в країні — небезпечним. Одна з монографій була видана в Туреччині 2003 року, а рукопис іншої досі зберігається в бібліотеці Інституту турецької мови в Анкарі. Фактично, це десятиліття, коли Моллова написала свої найцінніші дослідження в галузі турецької діалектології в Болгарії.

### 1962—1989: подальша робота
Моллови роками шукали варіанти займатися науковою роботою десь за межами Болгарії. За словами Різи, він та Мефкюре неодноразово отримували запрошення викладати в Баку, Китаї, Туреччині, Польщі, Німеччині. Але органи держбезпеки не дозволяли Молловим залишити країну. 11 серпня 1983 року в їхньому будинку, а також інших тюркологів Болгарії провели обшуки, вилучили домашні бібліотеки, книгозбірки, архіви з рукописами та матеріалами польових досліджень турецькою мовою. У Мефкюре були вилучені книги та частина родинного архіву, необхідні для дослідження діалектів. Вилучену літературу назвали ворожою, антиболгарською, антирадянською та антикомуністичною, оскільки вона суперечила теорії про болгарське коріння турецької меншини в країні.
У 1980-ті роки відбулося зменшення кількості публікацій Моллової — загалом їх було 28. Вона також відійшла від своєї вузької галузі діалектології. Після 1983 року перестала публікувати статті про тюркізми в болгарській мові, тематика яких також стала забороненою в Болгарії. Узимку 1984—1985 років імена турків були насильно змінені на слов'янські, після чого Моллова не публікувала жодної своєї статті під нав'язаним їй новим ім'ям — під час навчання у 1985—1989 роках вона підписувалася скорочено «М. Моллова».
У березні 1986 року чоловік Мефкюре Моллової помер. Через кілька місяців їхнього сина Їлдіза затримали, він 6 місяців перебував під слідством. 1989 року, як і інших репресованих противників примусової асиміляції турків, його вислали до Франції. Після цього Мефкюре також була піддана розслідуванню Державної безпеки, тому в середині того ж року вона емігрувала до Франції. На кордоні у Моллової конфіскували останні книги з сімейної приватної бібліотеки, архіви, рукописи та матеріали польових досліджень.

### 1990—2009: після еміграції
В еміграції Моллова надрукувала ще 35 робіт. Її перевагою було те, що вона писала французькою й турецькою мовами та публікувала роботи в престижних всесвітньо відомих лінгвістичних журналах, завдяки чому поступово здобула визнання відомих тюркологів. Саме таким чином їй вдалося зробити турецькі діалектологічні дослідження в Болгарії видимими для міжнародної наукової спільноти. Завдяки її роботам тюркологи всього світу дізналися про особливості тюркських діалектів у межах Болгарії та їхнє місце в загальній кваліфікації балканських тюркських діалектів. Загалом у 1990-х роках Моллова продовжувала розвивати тему Куманського кодексу та опублікувала 27 досліджень за це десятиліття. У статтях, не пов'язаних з дискусіями навколо кодексу, вона поверталася до проблем тюркського фольклору, тюркської діалектології та лінгвістики в Болгарії.
У 2000-х Моллова написала 7 статей, три з яких були присвячені Куманському кодексу, а решта передусім проблемам тюркського фольклору й тюркських запозичень у слов'янських мовах. Крім того, 2003 року видавництво Інституту турецької мови в Анкарі видало її першу книгу — «Doğu Rodop Türk Ağızlarının Sözlüğü» (укр. «Словник тюркських діалектів Східних Родоп»), написану турецькою та французькою мовами. Це був рукопис її словника, завершеного 1975 року, над яким Моллова 20 років, і який їй вдалося врятувати від знищення. Бібліотека Інституту турецької мови в Анкарі зберігає кілька рукописів Мефкюре Моллової. Особливий інтерес становить її 252-сторінковий рукопис 1971 року на неврокопському турецькому діалекті.
Мефкюре Моллова померла 27 червня 2009 року в Парижі.

## Поетична діяльність
Перший вірш Мефкюре Моллової був опублікований 1949 року в газеті «Yeni Işık» під псевдонімом Nesrin. Надалі вона продовжувала публікувати свої вірші в газетах і журналах, таких як Demet і Kaynak. Моллова є першою турецькою поетесою в Болгарії, якій вдалося видати самостійну збірку віршів турецькою мовою 1964 року. Найперший вірш, доданий до її книги, датується 1947 роком і має назву «Kolejde». 
Як донька вчителів Моллова виросла на традиціях народної поезії та віршах Корану. З дитинства вона почала складати чотиривірші, які традиційно співали щодня вдома чи на свята. У своєму рідному місті вона вивчала румунську та турецьку літературу, а коледжі мала нагоду ближче познайомитися з творчістю французьких поетів-класиків. У Софійському університеті Мефкюре Моллова продовжила вивчати французьку мову, читала оригінальну французьку літературу. На цій традиційній та освітній базі вона здобула необхідну підготовку, поступово розвинула свій талант і стала поетесою з оригінальною мовою та стилем. Проте турецька пісенна традиція присутня в мелодії та ритміці її віршів дозволила створити оригінальні короткі вірші.
Поезія Моллової мала великий успіх у турецьких читачів, у колах новосформованої турецької інтелігенції. Її сприйняли як приклад вільного жіночого самовираження в полі «чоловічого» простору поезії. У своїй поезії Мефкюре Моллова художньо відображала деякі аспекти свого часу, її кохання та почуття, повсякденне життя, душу турецької жінки. Вона віддавала перевагу стислим висловлюванням, часто використовувала повтори, рідко римувала, писала білим віршем.